# 월그린

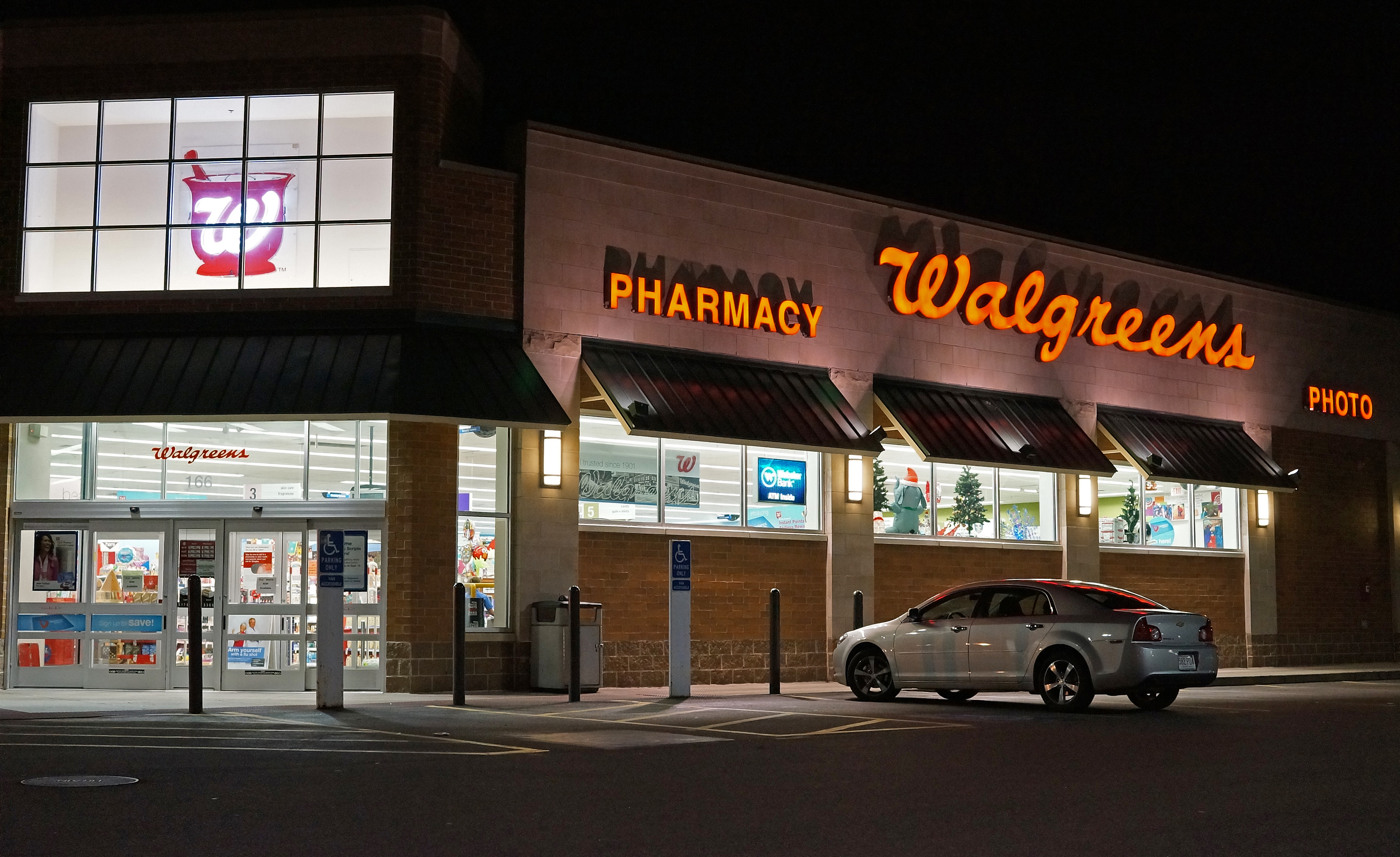
매사추세츠주에 위치한 월그린 매장

월그린(Walgreens)은 미국 일리노이주에 본사가 있는 드러그스토어이다. 1901년에 시카고에서 처음 문을 열었으며, 2016년 현재 미국 전역에서 약 7,000여개의 매장을 운영하고 있다.

## 가게 모델
대부분의 독립형 상점은 대도시의 일부 상점보다 더 넓은 레이아웃을 포함하여 모양과 디자인이 비슷하다. 새로운 건물은 오래된 상점보다 더 현대적인 디자인을 가지고 있다. 상점에는 일반적으로 화장품 카운터가 있고 바쁜 상점에는 미용 컨설턴트가 있다. 모든 상점에는 금전 등록기 뒤 또는 상점의 별도 섹션에 사진 부서가 있다. 고객이 사진 및 사진 상품을 인쇄할 수 있는 사진 부서 옆에 셀프 서비스 키오스크가 있다. 모든 상점에는 일반적으로 상점 뒤에 약국이 있으며, 이곳에서 사람들이 처방전을 반납하고 수령하고 슈도에페드린이 함유된 일부 약을 구입할 수 있다.